# Rivière Kakw
La rivière Kakw est un affluent de la rive est de la rivière Cabasta, coulant dans les Laurentides, du côté nord du fleuve Saint-Laurent, au Québec, au Canada.
Le cours de la rivière Kakw traverse les territoires non organisés de :
- Baie-Obaoca, dans la MRC Antoine-Labelle, dans la région administrative de Lanaudière ;

- Lac-Bazinet, dans la MRC Antoine-Labelle, dans la région administrative des Laurentides.

Le cours de la rivière Kakw descend vers le sud-ouest entièrement en zone forestière à l'ouest du bassin versant de la rivière Saint-Maurice. La rivière Cabasta se déverse sur la rive nord-est du lac Toulouse, l’un des lacs de tête de la rivière du Lièvre qui se déverse dans la rivière des Outaouais, laquelle est un affluent de la rive nord du fleuve Saint-Laurent.
La surface de la rivière Kakw est généralement gelée du début décembre jusqu’au début avril. Depuis la fin du XIXe siècle, la foresterie a été l’activité prédominante du bassin versant de la rivière Kakw.

## Géographie
La rivière Kakw prend sa source en zone forestière, à l’embouchure du lac Kakw (longueur : 0,3 km ; altitude : 628 m). Ce lac est situé à 5,5 km au nord-est de la confluence de la rivière Kakw.
L’embouchure du lac Mau est située à 21,3 km au nord-ouest de l’embouchure du lac Kempt (tête de la rivière Saint-Maurice), à 39,1 km au nord-ouest du centre du village de Manawan et à 131 km à l'ouest du centre-ville de La Tuque.
À partir de l’embouchure du lac Kakw, la rivière Kakw coule sur 10,3 km, selon les segments suivants :
- 7,4 km vers le sud-est en s'approchant du cours de la rivière Némiscachingue, puis vers le sud-ouest, dans le territoire non organisé du Baie-Obaoca, jusqu’à la rive nord-ouest du lac Akonapwehikan ;
- 2,3 km vers le sud-ouest, en traversant la partie nord du lac Akonapwehikan (longueur : 1,8 km ; altitude : 437 m) sur 0,4 km en début de segment, jusqu’à la limite du territoire non organisé de Lac-Bazinet ;
- 0,6 km vers le sud-ouest dans le territoire non organisé du lac-Bazinet, jusqu’à la confluence de la rivière[2].

La rivière Kakw se déverse dans le territoire non organisé de lac-Bazinet sur la rive est de la rivière Cabasta. Cette dernière coule alors vers le sud sur 1,0 km pour se déverser sur la rive nord-est du lac Toulouse (longueur : 6,2 km ; altitude : 412 m) que le courant traverse sur sa pleine longueur.
Le lac Toulouse se décharge à son tour dans le « Lac à la Culotte » (longueur : 15,5 km ; altitude : 412 m). Puis le courant traverse le lac Adonis (longueur : 11,1 km ; altitude : 396 m) qui constitue le dernier lac de tête de la rivière du Lièvre.
La confluence de la rivière Kakw est située à :
- 22,9 km à l'ouest de l’embouchure du lac Kempt ;
- 29,7 km au nord du centre du village de Manawan ;
- 133 km à l'ouest du centre-ville de La Tuque.

## Toponymie
Le toponyme rivière Kakw a été officialisé le 5 mars 1981 à la Commission de toponymie du Québec.